# Gloria Saunders
Gloria Saunders (29 settembre 1927 – 4 giugno 1980) è stata un'attrice statunitense.

## Carriera
Iniziò la carriera di attrice sul palcoscenico. Fu scoperta quando si esibì in una produzione di Rebecca nel sud degli Stati Uniti, dopo di che recitò in una produzione a San Francisco di Adam Ate His Apple.
Saunders apparve come operatore radio nel film di guerra Eroi nell'ombra (1946) e nel film della Columbia Pictures Fuggiaschi (1952), e interpretò il ruolo di Zelda nella produzione della Columbia Prisoners of the Casbah (1953).

## Filmografia parziale

### Cinema
- Eroi nell'ombra (O.S.S.), regia di Irving Pichel (1946)
- Crazy Over Horses, regia di è William Beaudine (1951)
- Northwest Territory, regia di Frank McDonald (1951)
- Fuggiaschi (Red Snow), regia di Harry S. Franklin e Boris L. Petroff (1952)

### Televisione
- State Trooper – serie TV, episodio 1x07 (1956)